# José Paolo Guerrero Gonzales
José Paolo Guerrero Gonzales (Lima, 1 de gener de 1984) és un futbolista professional peruà que juga com a davanter pel Flamengo brasiler, i per la selecció peruana.
Va passar el començament de la seva carrera a Alemanya, format al Bayern de Múnic i jugant després a l'Hamburger SV; entre els dos equips va jugar un total de 161 partits a la 1.Bundesliga, en els quals va fer 47 gols, en vuit temporades. Posteriorment ha jugat al Brasil, i va marcar el gol que va donar el Mundialet de Clubs 2012 al Corinthians. És considerat un dels millors davanters del món.
Des del seu debut el 2004, Guerrero ha jugat més de 60 cops amb el Perú, i ha participat en tres edicions de la Copa Amèrica. Va ajudar el seu equip a ser tercer a les edicions de 2011 i 2015, en les quals fou el màxim golejador. Guerrero va ser inclòs en la llista de 59 nominats al FIFA Pilota d'Or 2015, cosa que en va fer el primer peruà en ser-ho.